# Jelcz AP 02
Jelcz AP 02 je typ polského kloubového autobusu, který byl vyráběn v první polovině 60. let 20. století.

## Konstrukce
Jedná se o dvoučlánkový třínápravový autobus určený pro provoz v rámci MHD. V pravé bočnici se nacházely troje dvojkřídlé dveře ovládané pneumaticky.

## Výroba
Prototyp vozu AP 02, který byl označen jako Jelcz MPA AP 62, byl vyroben ze dvou havarovaných autobusů Škoda 706 RTO v roce 1962. Sériová výroba typu AP 02, jež byla započata roku 1964, ale skončila již v roce 1966, kdy byl autobus AP 02 nahrazen o dva metry kratší verzí Jelcz AP 021.